# Nonthaburi (tỉnh)
Nonthaburi (tiếng Thái: นนทบุรี, phiên âm: Non-tha-bu-li) là một tỉnh miền Trung của Thái Lan. Các tỉnh lân cận (từ phía Bắc theo chiều kim đồng hồ) là Phra Nakhon Si Ayutthaya, Pathum Thani, thủ đô Bangkok và Nakhon Pathom.